# Witte (moneda)
El Witte, también llamado Witten, Wittenpfennig o Veerling, era el nombre de una moneda histórica del norte de Alemania estampada en ambas caras con un valor de 4 pfennigs. La moneda recibió este nombre coloquial debido a su apariencia blanca, causada por la oxidación del cobre. En los documentos, el Witte se llamaba penningh van veer penninghen ("pfennig de 4 pfennigs"). En Dinamarca-Noruega la moneda se llamaba Hvide.
Los Witten se acuñaron a partir de 1330, comenzando en Lübeck y en las ciudades de Hamburgo y Wismar, en el norte de Alemania. Le siguieron las ciudades de Lüneburg, Rostock y Stralsund, cuyas monedas tenían diferentes composiciones, pero un aspecto, peso y finura comunes según los acuerdos adoptados por un grupo de ciudades hanseáticas en 1379. También circularon witten en ciudades de Pomerania y Holstein.
A lo largo del siglo XV, el Witte fue sustituido por otras denominaciones: Dreiling, Sechsling, Schilling y Doble Schilling. Después de eso, sólo fue acuñado por un corto tiempo a principios del siglo XVI.